# 象山景区

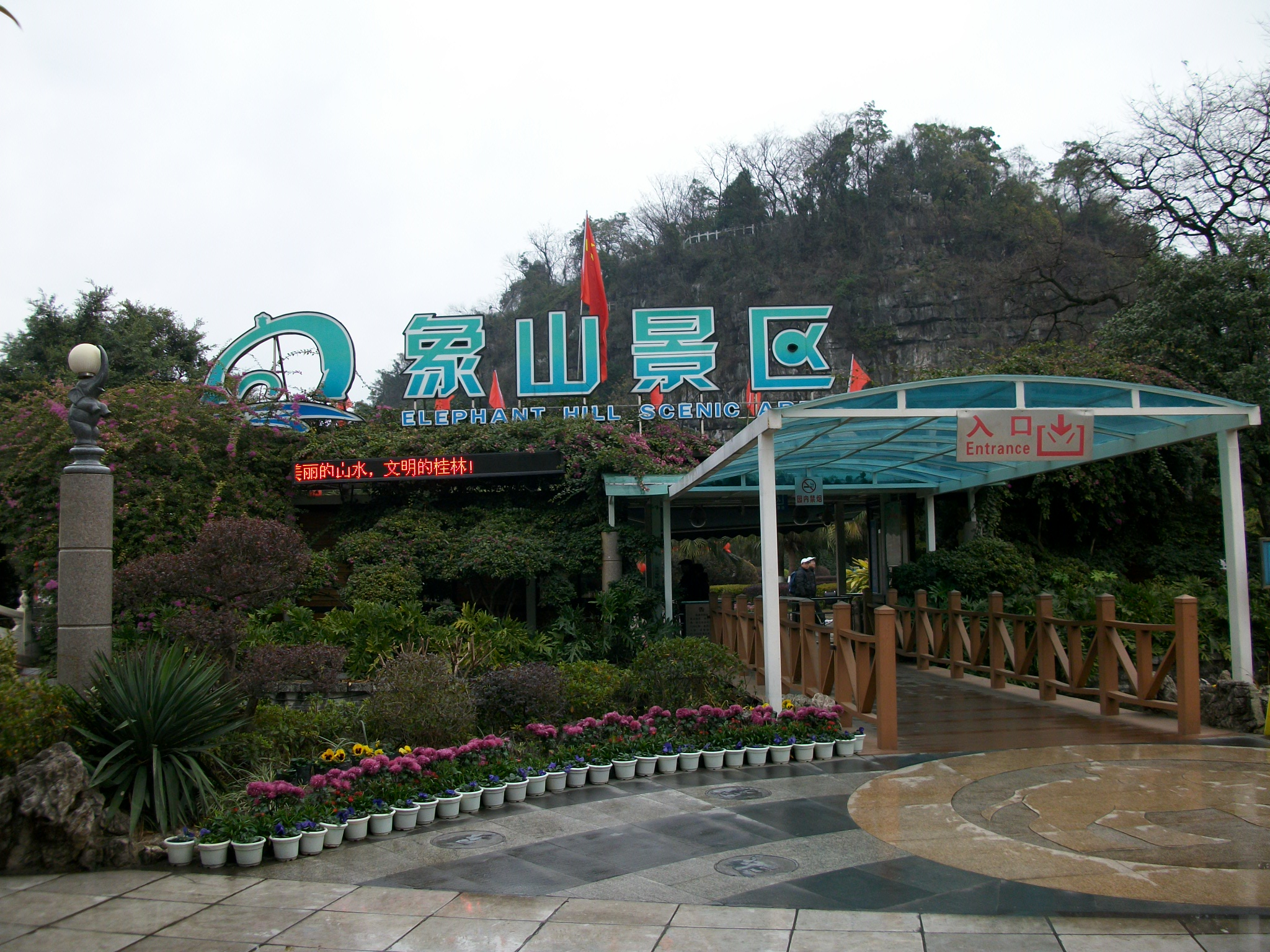
象山景区

象山景区位于广西桂林市区内，漓江河畔，2001年被评为国家4A级旅游景区。是官方根据地理特点划定的一个景区，属桂林的核心风景区。

## 组成
象山景区由濒临漓江的伏波公园、叠彩公园、象山公园三个公园组成。伏波公园内有伏波山；叠彩公园内有叠彩山；象山公园内有象山。

## 意义
象山景区是桂林的重要旅游景区，来桂林的游客大多都要至此参观，也是桂林市旅游收入的重要来源。

## 友好景区
- 法國埃特勒塔象鼻山